# Neue Top-Level-Domains
Als Neue Top-Level-Domains (New gTLDs) werden die generischen Top-Level-Domains bezeichnet, die seit 2013 von der Internet-Verwaltung ICANN neu eingeführt wurden. Zu den insgesamt 1.930 eingereichten Bewerbungen zählen beispielsweise .blog, .web, .online, .shop, .adac, .app, .bosch oder .berlin, .wien, .swiss. Die von der ICANN koordinierte Vergabe der neuen Domains wurde über zehn Jahre diskutiert und vorbereitet.

## Hintergrund
Hintergrund der Einführung neuer Top-Level-Domains ist der Umstand, dass immer weniger kurze und damit einprägsame Adressen unter den bestehenden Endungen verfügbar sind. Insbesondere die generischen Domains .com, .net und .org, aber auch ihre länderspezifischen Pendants wie beispielsweise .de oder .cn verzeichnen seit Jahren eine große Nachfrage, sodass sehr viele denkbare Zeichenketten auf zweiter Ebene bereits belegt sind. Aus diesem Grund hat die ICANN bereits vor Jahren die Möglichkeit geschaffen, bestimmte Erweiterungen einzuführen und durch einen sogenannten Sponsor verwalten zu lassen, wie es etwa bei .jobs und .aero der Fall ist. Verteilt auf zwei Runden wurden in den Jahren 2000 und 2004 schrittweise zahlreiche generische Top-Level-Domains eingeführt.

## Entwicklung
Aufgrund des anhaltenden Interesses der Branche wurde im Juni 2008 beschlossen, die Regeln für neue Domains radikal zu lockern. Praktisch jeder denkbare Begriff, der nicht gegen die Grundsätze der ICANN verstößt oder einer anderen TLD zu ähnlich ist, sollte registriert werden können; eine Unterscheidung zwischen Singular und Plural wurde ebenfalls nicht gemacht. Die Lockerung der Vergabekriterien wurde zwar überwiegend positiv aufgenommen, aber auch kritisch gesehen: So gab es zahlreiche Einwände von Experten, die Root-Zone des Domain Name System könnte aufgrund der Vielzahl neuer Domains instabil werden.

### Bewerbungsphase
Nur wenige Monate nach dem Beschluss, neue gesponserte Top-Level-Domains einzuführen, wurden die ersten Initiativen für bestimmte Adressen gegründet – entweder in Form eines Vereins, häufiger aber im Rahmen einer Kapitalgesellschaft. Beispielsweise wurde die dotBERLIN GmbH & Co. KG ins Leben gerufen, um sich für eine eigene Domain der Hauptstadt zu bewerben. Die Bewerbung des Unternehmens wird von der Senatskanzlei offiziell unterstützt, was für die Zulassung durch die ICANN unbedingt notwendig ist. Insgesamt bemühten sich 140 Organisationen schon vor dem offiziellen Start um eine eigene Adresse.
Das Programm für neue generische Top-Level-Domains wurde am 20. Juni 2011 offiziell durch die ICANN beschlossen, Bewerbungen hat sie offiziell aber erst ab dem 12. Januar 2012 angenommen. Für jede einzelne Domain, die eingeführt werden sollte, mussten Bewerber eine Gebühr in Höhe von 185.000 US-Dollar entrichten – damit sollten solche Interessenten vom Verfahren abgehalten werden, die den Betrieb einer Domain in der Praxis nicht bewerkstelligen können. Der Betrag ist unabhängig davon, ob die Top-Level-Domain letztendlich gestartet wird oder nicht. Falls die Prüfung tatsächlich positiv ausfällt, müssen Bewerber noch einmal 25.000 Dollar je Domain entrichten.
Eigentlich sollte die Bewerbungsphase genau drei Monate laufen und am 12. April 2012 abgeschlossen werden. Letzterer Zeitpunkt war aufgrund technischer Probleme aber nicht zu halten: Zunächst wurde spekuliert, das Antragssystem TAS (für TLD Application System) käme nicht mit Sonderzeichen zurecht. Später gab die ICANN jedoch bekannt, Bewerber hätten durch eine Lücke möglicherweise die von Konkurrenten eingereichten Unterlagen einsehen können, außerdem wurden Passwörter als bereits vergeben gekennzeichnet. Daher wurde das TAS zeitweise abgeschaltet und die Bewerbungsphase bis zum 20. April 2012 verlängert.

### Veröffentlichungen
Eigentlich war geplant, die erhaltenen Bewerbungen schrittweise zu veröffentlichen. Aufgrund des großen Interesses an den neuen Top-Level-Domains entschloss sich die ICANN jedoch noch während der Bewerbungsphase, gleichzeitig über sämtliche Anträge zu informieren, um niemanden zu benachteiligen. Am 13. Juni 2012 wurde schließlich eine Liste aller gewünschten Adressen und deren Interessenten ins Netz gestellt. Besonders große Nachfrage verzeichnete nicht – wie zunächst erwartet – die Top-Level-Domain .sex, auf die sich lediglich die Vergabestelle von .xxx beworben hat, sondern .app mit insgesamt 13 Bewerbern. Deutsche Organisationen haben knapp 70 Adressen beantragt, darunter befinden sich auch Top-Level-Domains von prominenten Unternehmen wie der Adidas SE, Linde AG oder Deutsche Post AG. Unangefochtener Spitzenreiter unter den Bewerbern ist Google Inc., das über 100 neue Top-Level-Domains vergeben möchte.

### Antragseinreichung
Die überwältigende Nachfrage nach neuen Top-Level-Domains machte bereits während der Bewerbungsphase deutlich, dass die ICANN nicht alle Anträge in einem Schritt prüfen kann. Daher haben sich die Gremien Anfang April 2012 auf ein anderes Verfahren geeinigt: Sämtliche Endungen sollten in mehrere Pakete von je 500 bzw. 400 Domains aufgeteilt werden, die sequenziell abgearbeitet werden. Welche Top-Level-Domain in welchem Paket platziert wird, wollte die ICANN im Rahmen des sogenannten digitalen Bogenschießens (Digital Archery) ermitteln. Dabei müssten Bewerber sich auf einer Website anmelden – und zwar möglichst auf die Sekunde genau zu einem Zeitpunkt, den sie Monate vorher bestimmt haben. Je nachdem, wie groß der Unterschied zwischen geplanter und erreichter Zeit war, wäre eine Endung weiter vorne oder hinten in einem Paket beziehungsweise der gesamten Bewerberliste platziert worden.
Das digitale Bogenschießen wurde öffentlich heftig kritisiert, da die ICANN einzelne Gruppen auch noch regional aufteilt. So wären zum Beispiel alle Bewerber aus Südamerika und Afrika automatisch in der ersten Runde ausgewertet worden, da dort vergleichsweise wenig neue Top-Level-Domains gewünscht wurden. Nachdem das System am 8. Juni 2012 planmäßig gestartet war und eigentlich bis zum Ende des Monats laufen sollte, hat die ICANN es am 23. Juni vorzeitig abgebrochen. Grund dafür war nicht die anhaltende Kritik der Bewerber, sondern ein Softwarefehler bei der Errechnung des Zeitstempels, der für das gesamte Verfahren entscheidend ist.

### Prüfung der Anträge
Nach dem Stopp des zunächst vorgesehenen Vergabeverfahrens wollte die ICANN sämtliche Bewerbungen nun doch gleichzeitig prüfen. Die Einführung der neuen Top-Level-Domains verzögerte sich infolgedessen um sechs Monate und wurde für das zweite Quartal 2013 erwartet. Allerdings hat man sich dazu verpflichtet, jährlich nie mehr als 1.000 Domains einzuführen, weshalb die neuen Endungen doch noch in Gruppen unterteilt werden mussten. Eine Lotterie entschied im Dezember 2012 über den genauen Startplatz.
Die Ergebnisse des Prioritization Draw genannten Verfahrens wurden am 18. Dezember von der ICANN veröffentlicht. Die Endungen für internationalisierte Domainnamen werden bevorzugt behandelt, insgesamt sollen 107 neue Top-Level-Domains mit Sonderzeichen vor rein alphanumerischen Domains eingeführt werden.
Im Verlauf des Frühjahrs 2013 haben zahlreiche Unternehmen ihre Bewerbung zurückgenommen, meist ohne nähere Gründe zu nennen. Zu den bekanntesten Beispielen zählen General Motors sowie die H. J. Heinz Company, die damit nicht mehr an der Einführung von .cadillac beziehungsweise .ketchup und anderen Domains interessiert waren. Im März 2013 lag die Zahl der einseitig beendeten Bewerbungen bei 24, im Juli bereits bei 89 Domains.

### Endgültige Einführung
Im Februar 2013 gab die ICANN bekannt, die Entscheidung über die Einführung der ersten neuen Top-Level-Domains werde im April gefällt. Dann sollte auch das sogenannte Trademark Clearinghouse seine Arbeit aufnehmen, das sich um die Rechte von Markeninhabern kümmern soll. Experten erwarteten, dass die ersten newgTLDs spätestens Mitte des Jahres 2013 in den aktiven Betrieb gehen würden.
Tatsächlich wurden Ergebnisse der sogenannten Initial Evaluation für die ersten 27 neuen Top-Level-Domains bereits Ende März veröffentlicht. Entsprechend der zuvor beim Priorization Draw festgelegten Reihenfolge handelte es sich dabei um internationalisierte Domains. Im Juli wollte die ICANN mit dem sogenannten Pre-Delegation Testing beginnen, bei dem neue Top-Level-Domains für jeweils zwei Wochen in der Root Zone eingetragen und getestet werden. Sofern keine Probleme festgestellt worden wären, hätten neue Endungen ab Ende August bei der IANA delegiert und nach damaliger Planung ab September registriert werden können.
Im Juli 2013 gab die ICANN bekannt, die ersten Verträge für den Betrieb neuer Top-Level-Domains unterzeichnet zu haben. Bei der ersten Runde von Endungen handelte es sich ausschließlich um internationalisierte Domainnamen. Im August 2013 gab die ICANN Wartefristen bei der Inbetriebnahme neuer Namen bekannt. Demnach können 80 % der beantragten Top-Level-Domains 120 Tage nach Unterzeichnung der Verträge in Betrieb genommen und nach weiteren 30 Tagen Domains unterhalb dieser Top-Level-Domain aktiviert werden. Die Inbetriebnahme der übrigen 20 % TLDs wurde zunächst verschoben. Hintergrund ist eine Studie, nach der einige der neuen Namen bereits intern in lokalen Netzen verwendet werden, was bei Kollision mit einer TLD zu technischen Problem führen könnte.
Am 23. Oktober 2013 wurden die ersten vier neuen Top-Level-Domains xn--80asehdb (russisch онлайн ‚online‘), xn--80aswg (russisch сайт ‚Website‘), xn--ngbc5azd (arabisch شبكة ‚Netzwerk‘) und xn--unup4y (chinesisch 游戏 – „Spiel“) in der Root-Zone in Betrieb genommen.

## Markenschutz

### Trademark Clearinghouse
Bereits während der Vorbereitungen für das Programm zur Einführung neuer generischer Top-Level-Domains gab die ICANN bekannt, dem Markenrecht mehr Bedeutung zumessen zu wollen. Im November 2010 wurde bekannt, dass zu diesem Zweck das sogenannte Trademark Clearinghouse eingerichtet werde. Dieses stellt ein zentrales Register dar, in dem Marken vermerkt werden können. Sofern eine neue Endung oder eine Domain beantragt wird, die mit dem hinterlegten Datensatz identisch ist, wird der Inhaber über den Vorgang informiert und kann gegebenenfalls eigene Rechte an einer (Top-Level-)Domain geltend machen. Mit der technischen Realisierung des Trademark Clearinghouse wurden IBM und Deloitte beauftragt. Vertreter der Registrare übten starke Kritik an einzelnen Prozessen des Trademark Clearinghouse, insbesondere am mit der Prüfung verbundenen organisatorischen Aufwand und den Gebühren. Letztendlich einigten sich die Vertreter der Branche aber mit der ICANN, sodass das Trademark Clearinghouse am 26. März 2013 in Betrieb gehen konnte.

### Uniform Rapid Suspension
Neben dem Trademark Clearinghouse unterhält die ICANN für die neuen Top-Level-Domains zusätzlich das Uniform Rapid Suspension (URS). Im Falle einer Domain, die einer eingetragenen Marke nachweisbar ähnlich sieht und missbräuchlich registriert wurde, kann der Markeninhaber eine Suspendierung der Adresse beantragen. Dies verhindert, dass eine Domain verkauft oder zu einem anderen Registrar gewechselt werden kann, bis der Streit gegebenenfalls gerichtlich beigelegt wurde. Beschwerden im URS sind kostenpflichtig, werden automatisiert erfasst und dürfen höchstens eine Länge von 500 Wörtern haben, die Antwort des Betroffenen maximal 2.500 Wörter.

### Verbotene Bezeichnungen
Begriffe, die nicht als Marke anerkannt sind, aber dennoch den Schutz internationaler Abkommen genießen, werden von der ICANN durch eine Liste verbotener Begriffe geschützt. Sie enthielt im Oktober 2013 über 600 Wörter, die in keiner Domain unterhalb der neuen Top-Level-Domains genutzt werden können. Beispiele sind das Internationale Olympische Komitee, die Internationale Rotkreuz- und Rothalbmond-Bewegung oder auch Interpol. Für die Eintragung auf der entsprechenden Liste existiert kein standardisiertes öffentliches Verfahren.

## Verbreitung
Die Verbreitung der neuen Domains ist unterschiedlich. Verlässliche Zahlen sind schwer zu bekommen; zwar gibt es genaue Zahlen über die Anzahl registrierter Domains, allerdings besagt das nichts über die tatsächliche Nutzung. So werden viele Domains defensiv registriert und leiten nur auf eine bestehende Webpräsenz weiter, oder sie werden spekulativ zum Verkauf registriert, oder sie werden für Spam genutzt. Dies betrifft insbesondere Domains, die über Marketing-Aktionen nahezu kostenlos vergeben werden.
Website-Analysestatistiken zeigen, dass die momentan (2016) meistgenutzte neue TLD .xyz ist mit einem Anteil von 0,3 % der Websites; damit liegt sie noch hinter diversen kleineren Länderdomains.
Allerdings gab es auch schon größere Domainverkäufe von über 100.000 US-Dollar. Dies zeigt, dass einige Investoren durchaus mit einem Erfolg rechnen.
Vorsicht ist geboten bei Meinungsartikeln in diversen Foren oder Blogs, da diese oft von Inhabern betrieben werden, die selber mit Domains Geld verdienen und deshalb nicht unbedingt unparteiisch sind.

## Sonstiges
- Google Inc. und Amazon.com haben die meisten neuen gTLDs beantragt und Entgelte in Millionenhöhe an die ICANN gezahlt.[42]
- VeriSign hat sich um insgesamt 14 neue Adressen beworben. Dabei handelt es sich hauptsächlich um Varianten von .com und .net, die VeriSign bereits verwaltet, in anderen Sprachen wie zum Beispiel Arabisch.[43]
- Unabhängig von der späteren Einführung von .sport hat das International Rugby Board als einziger Spitzenverband des Sports sein Interesse an .rugby bekundet.[44]
- Die Bewerbung der Initiative dotHIV um die Top-Level-Domain .hiv hat überregionale Bekanntheit erreicht. Ziel war die Bereitstellung einer virtuellen AIDS-Schleife, die Zugriffe in Spenden umwandelt.[45] Bei der Endung handelte es sich zum Zeitpunkt der Beantragung um die einzige TLD, die einem gemeinnützigen Hintergrund folgte.[46]
- Die Islamische Republik Iran hat sich bei der ICANN über die Einführung von .gay beschwert. Die Endung verbreite Hass und Feindseligkeit in der Gesellschaft, so die offizielle Stellungnahme.[47] Andere Bewerbungen wie .casino oder .poker wurden ebenfalls beanstandet.
- Die Fluglinie Swiss International Air Lines hat sich von der Bewerbung um .swiss zurückgezogen. Grund war eine Mitteilung der Schweizer Bundesregierung, die in der Kontrolle der Top-Level-Domain eine mögliche Verletzung der öffentlichen Interessen des Landes sah.[48] Die Domain .swiss wurde schließlich tatsächlich an die Schweizerische Eidgenossenschaft vergeben. Der Bund hat das Bundesamt für Kommunikation mit deren Betrieb beauftragt.[49]
- Im März 2013 legte das At-Large Advisory Committee eine Erklärung vor, in der einzig und alleine die Einführung von .health ausdrücklich abgelehnt wird. Die Mitglieder des Komitees äußersten darin Bedenken bezüglich des Verbraucherschutzes.[50] Die Domain .health wurde 2015 eingeführt.[51]
- Mit 1&1 zog einer der bekanntesten E-Mail-Provider seine Bewerbung um .mail im April 2013 zurück. Der Antrag auf Vergabe der Top-Level-Domain .gmx für GMX bestand weiter.[52] Die Domain .gmx wurde 2014 eingeführt.[53]
- Die Unternehmensberatung McKinsey & Company hat die Initial Evaluation im Juli 2013 nicht abgeschlossen, sodass davon auszugehen war, dass die Domain .mckinsey nicht eingeführt werden könnte.[54] 2016 wurde die Domain eingeführt.[55]
- Nach dem Willen der Deutschen Bundesregierung sollen Domains unterhalb von .gmbh nur an Gesellschaften vergeben werden, die auch tatsächlich die entsprechende Rechtsform führen. Die ICANN wurde Mitte 2013 formell darum gebeten, die Einhaltung dieses Wunsches sicherzustellen[56], um den Geschäftsverkehr nicht zu gefährden. Tatsächlich werden .gmbh-Domains nur an im Handelsregister eingetragene Unternehmen vergeben.[57]
- Im September 2013 wandte sich die Islamische Republik Iran schriftlich an die ICANN und forderte, die neuen Domains .islam und .halal sollten unter eine zentrale Verwaltung gestellt werden. Dies solle sicherstellen, dass die Vergabe der Adressen unabhängig vom Einfluss einzelner Länder geschehe und von der gesamten islamischen Glaubensgemeinschaft unterstützt werde. Die Erfolgsaussichten der Anfrage wurden von Experten kritisch beurteilt, die ICANN äußerte sich nicht offiziell zu der Anfrage.[58] 2018 wurde die Einführung der Endungen .islam und .halal von der ICANN abgelehnt.[59]

## Kritik
Seit Juni 2012 nimmt die ICANN im Rahmen der sogenannten Objection Period Einsprüche gegen beantragte Top-Level-Domains entgegen. Das Verfahren wurde kritisiert, weil die Frist zur Abgabe von Beschwerden zunächst zu kurz angesetzt war, woraufhin der Zeitraum im Dezember 2012 bis zum 31. März 2013 ausgedehnt wurde. Experten bemängeln außerdem die Tatsache, dass Einsprüche nur gegen Zahlung einer Gebühr bearbeitet werden. Sie liegt zwischen 2.000 und 8.000 US-Dollar.
Im April 2013 wurde auf dem 46. Treffen der ICANN in Peking erneut die Kritik geäußert, die große Zahl neuer Domains gefährde möglicherweise die Stabilität des gesamten Internets. Die Befürchtung bezog sich konkret darauf, dass Schlüsselkomponenten der Root Zone nicht ausreichend leistungsstark seien, um den zusätzlichen Aufwand für die Auflösung der neuen Endungen zu bearbeiten.
Verisign verlangte Mitte 2013 Auskunft von der ICANN, für welchen Zweck sie eine Risikoreserve aufgebaut habe. Diese betrug 115,8 Millionen US-Dollar und wurde vor allem aus den Gebühren des Programms zur Einführung neuer Top-Level-Domains gespeist. Die Höhe der Rücklagen wurde als unangemessen kritisiert und es wurde darum gebeten, sie teilweise wieder an die Bewerber zurückzugeben.
Während der gesamten Bewerbungs- und Einführungsphase wurde angemahnt, dass bestimmte Interessenten ihre Top-Level-Domains nicht der Öffentlichkeit freigeben wollen. Dazu gehörten beispielsweise L’Oréal für .beauty oder Amazon mit .music, dem ferner Experten zufolge für .amazon nur noch geringe Erfolgsaussichten eingeräumt werden. Aufgrund dessen begann die ICANN Mitte 2013 mit einer Prüfung entsprechender Bewerbungen. Bis zu deren Ende sollte die Einführung betroffener Domains ausgesetzt werden.